# Operativ planering
Operativ planering är militär planering för genomförande av en militär operation. Syftet är att upprätta konkreta handlingsplaner som sedan genomförs på taktisk nivå.